# Saltos ornamentais no Campeonato Mundial de Esportes Aquáticos de 2022 - Trampolim 3 m sincronizado feminino
A prova do trampolim 3 m sincronizado feminino dos saltos ornamentais no Campeonato Mundial de Esportes Aquáticos de 2022 foi realizada no dia 3 de julho, em Budapeste, na Hungria. 

## Calendário
Horário local (UTC+2).
| Fase              | Data       | Hora  |
| ----------------- | ---------- | ----- |
| Rodada preliminar | 3 de julho | 11:00 |
| Final             | 3 de julho | 15:00 |

## Medalhistas
| Ouro                            | Prata                              | Bronze                                       |
| China · Chang Yani · Chen Yiwen | Japão · Rin Kaneto · Sayaka Mikami | Austrália · Maddison Keeney · Anabelle Smith |

## Resultados
| Pos.              | Saltadoras     | Nacionalidade                       | Preliminar | Preliminar | Final       | Final       |
| Pos.              | Saltadoras     | Nacionalidade                       | Pontos     | Pos.       | Pontos      | Pos.        |
| ----------------- | -------------- | ----------------------------------- | ---------- | ---------- | ----------- | ----------- |
| Medalha de ouro   | China          | Chang Yani Chen Yiwen               | 317.73     | 1          | 343.14      | 1           |
| Medalha de prata  | Japão          | Rin Kaneto Sayaka Mikami            | 275.10     | 5          | 303.00      | 2           |
| Medalha de bronze | Austrália      | Maddison Keeney Anabelle Smith      | 287.04     | 2          | 294.12      | 3           |
| 4                 | Alemanha       | Lena Hentschel Tina Punzel          | 282.87     | 3          | 282.99      | 4           |
| 5                 | Canadá         | Margo Erlam Mia Vallée              | 282.60     | 4          | 282.90      | 5           |
| 6                 | Malásia        | Ng Yan Yee Nur Dhabitah Sabri       | 272.97     | 6          | 282.45      | 6           |
| 7                 | Estados Unidos | Brooke Schultz Kristen Hayden       | 257.40     | 7          | 273.90      | 7           |
| 8                 | México         | Arantxa Chávez Abril Navarro        | 237.96     | 11         | 266.16      | 8           |
| 9                 | Reino Unido    | Desharne Bent-Ashmeil Amy Rollinson | 247.80     | 10         | 248.40      | 9           |
| 10                | Brasil         | Luana Lira Anna Lucia Rodrigues     | 248.40     | 9          | 245.94      | 10          |
| 11                | Colômbia       | Diana Pineda Daniela Zapata         | 249.84     | 8          | 229.80      | 11          |
| 12                | França         | Jade Gillet Naïs Gillet             | 198.30     | 12         | 228.45      | 12          |
| 13                | África do Sul  | Grace Brammer Kerry-Leigh Morrison  | 190.20     | 13         | Não avançou | Não avançou |